# Bronz

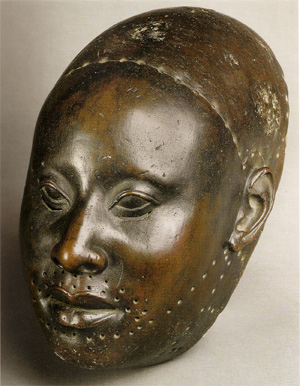
Cap de bronz din Ife (din Nigeria). Vezi: arta africană

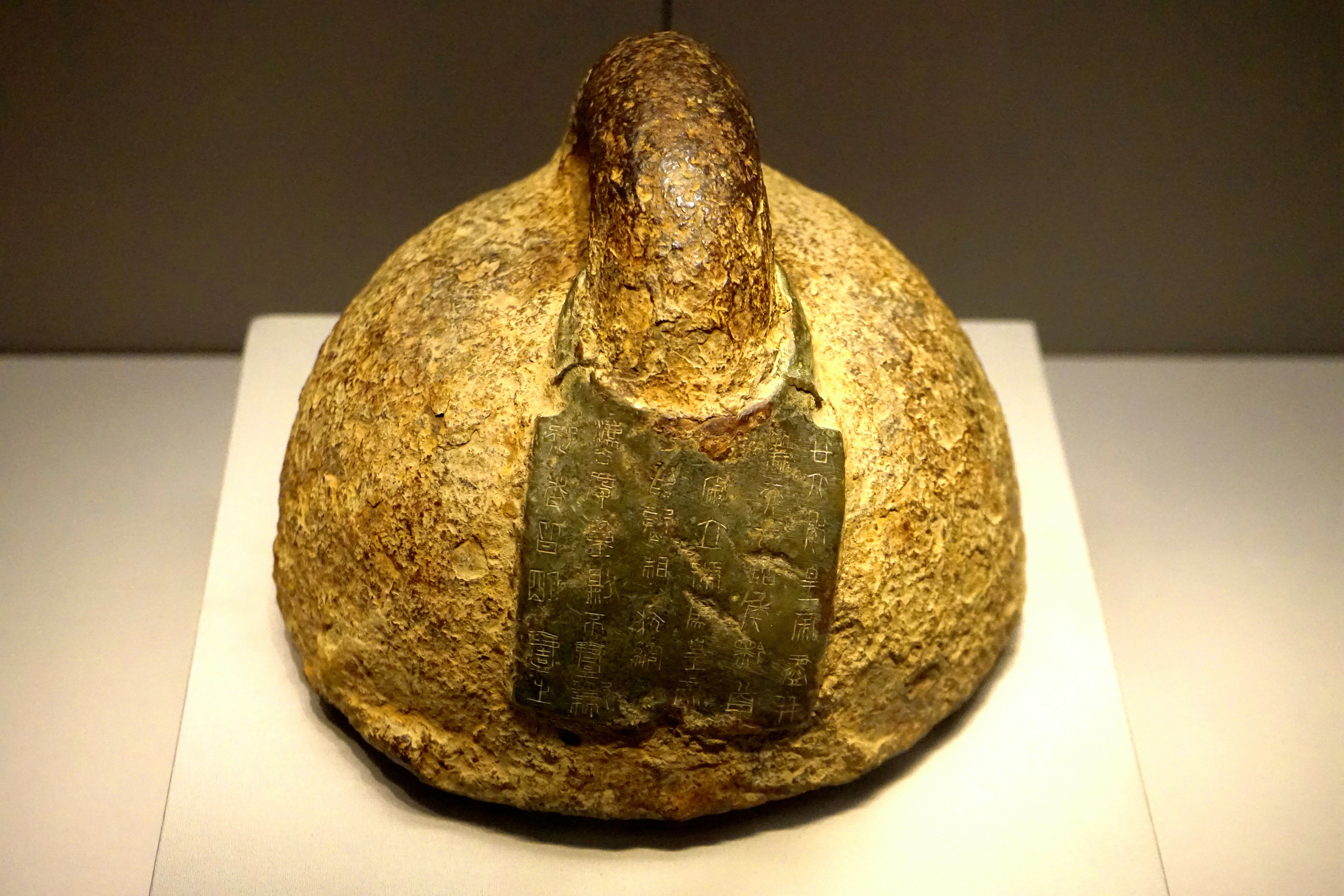
Greutate din bronz, datând din Dinastia Qin

Bronzul este un aliaj de cupru cu staniu. Uneori poate conține și mici cantități de aluminiu, plumb, mangan, nichel etc. Bronzul este mai dur și mai rezistent decât cuprul,  având numeroase întrebuințări tehnice. O altă definiție este: toate aliajele cuprului se numesc bronzuri cu excepția aliajelor Cu-Zn care se numesc alame și aliajelor Cu-Ni-Zn care se numesc alpacale. Curent, prin bronz se înțeleg aliaje Cu-Sn, de regulă precizându-se principalul element de aliere, de exemplu  bronz de beriliu, bronz de aluminiu, bronz cu plumb etc.

## Proprietățile bronzului și utilizările sale
Bronzul este un aliaj utilizat la confecționarea unor obiecte decorative sau medaliilor, robinetelor, statuilor și statuetelor, bijuteriilor, bucșelor, cuzineților, lagărelor, roților dințate și elicelor navale. Bronzul se utilizează foarte bine prin turnare, laminare, extrudare sau forjare, fiind dur și foarte rezistent. Are un raport de antifricțiune foarte bun.

## Alte semnificații
- Epoca de bronz (sau a bronzului) = epocă din istoria societății umane care cuprinde, în general, mileniul al II-lea î.Hr. și se caracterizează prin descoperirea metalelor și a bronzului.
- Expresie: Caracter de bronz = caracter ferm, neclintit.
- Obiect de artă făcut din aliajul definit mai sus.
- Pigment metalic de culoare gălbuie cu care se vopsește un obiect.
- Culoare arămie a pielii în urma expunerii la soare sau la vânt.
- Hitiții, care au trăit înaintea erei noastre, luptau cu săbii din bronz negru, care era mai dur decât oțelul de cea mai bună calitate din timpurile noastre.